# Градозащита
Коалиция Петербургского Действия «Градозащита» — общественная организация Санкт-Петербурга, созданная с целью защиты исторических зданий и защиты прав граждан при реконструкции города. Коалиция была образована в 2011 году путём объединения нескольких градозащитных организаций.

## Создание организации
«Градозащита» была создана в октябре 2011 года на основе санкт-петербургских градозащитных организаций «Охтинская дуга», «Экология рядовой архитектуры», Партии народной свободы и партии «Другая Россия». Координатором «Градозащиты» стала Тамара Ведерникова, работавшая в общественной приёмной депутата Государственной Думы Ильи Пономарёва. По её словам, цель организации — «совместно противостоять попыткам разрушения исторического Петербурга, уничтожению архитектурного наследия, нарушению прав граждан организаторами уплотнительных застроек, вырубки зеленых насаждений, насильственного выселения людей из квартир с ухудшением их жилищных условий и сноса гаражей».
В поддержку вновь созданного движения высказалась Евгения Чирикова, отметив важность того, что в рамках работы по сохранению города объединились разные силы и люди.

## Деятельность
Первым объектом внимания «Градозащиты» стал проект сноса 22 жилых кварталов, разрабатываемый компанией «СПб Реновация», в результате которого могли попасть под снос некоторые исторические здания. Объектами защиты организации стали такие массивы исторической застройки города, как Сосновая Поляна, Нарвская застава, Московско-Ямская слобода, Ржевка.
В ноябре 2011 года представители «Градозащиты» выступили с докладом «Разрушители Петербурга», в котором анализировали лоббистскую деятельность Санкт-Петербургского Комитета по государственному контролю. Ключевыми лоббистами незаконных решений в пользу строительных компаний были названы заместитель председателя комитета Алексей Комлев и начальник управления государственного учёта объектов культурного наследия и правового обеспечения Алексей Разумов. Когда в 2013 году Алексей Комлев был арестован с поличным при получении мелкой взятки, «Градозащита» высказала желание помочь следствию материалами в отношении его коррупционных действий, чтобы ему не вменили в вину одну лишь мелкую взятку.
Под защиту организации также был взят Невский лесопарк, которому угрожала вырубка для застройки элитными коттеджами.
В феврале 2013 года «Градозащита» выступила против застройки территории Фарфоровского кладбища.
В апреле 2014 года, накануне 200-летия со дня рождения М. Ю. Лермонтова, представители «Градозащиты» обратились к властям Львова с просьбой вернуть львовской улице Дудаева имя Лермонтова, которое она носила до 1990-х годов.